# Benialí
Benialí es una localidad española del municipio alicantino de Vall de Gallinera, en la Comunidad Valenciana.

## Historia
Perteneciente al término municipal de Vall de Gallinera, aparece descrita en el cuarto volumen del Diccionario geográfico-estadístico-histórico de España y sus posesiones de Ultramar de Pascual Madoz de la siguiente manera:

BENIALI: l. del ayunt. del valle de Gallinera, en la prov. de Alicante (11 leg.), part. jud. de Pego (1), aud. terr., c. g. y dióc. de Valencia (13). Se halla sit. en una colina como todos los l. del valle, con libre ventilacion y clima sano. Tiene una ermita aneja á la parr. de Benisivá, donde se dice misa los dias de precepto, y cerca de este l. nace un pequeño riach. que luego toma el nombre de Barranco de Gallinera. Sobre la calidad del terr., prod., vecindad, riq., pobl. y contr., véase el art. Gallinera (Valle de).
(Madoz, 1846, p. 205)

En 2021 la entidad singular de población tenía censados 138 habitantes y el núcleo de población 122 habitantes.